# Sinojackia dolichocarpa
Sinojackia dolichocarpa es una especie de planta  perteneciente a la familia Styracaceae. Es endémica del centro de China en la provincia de Hunan, donde crece en alturas de 400–500 m s. n. m. Está tratada en peligro de extinción por pérdida de hábitat.

## Descripción
Es un pequeño árbol caducifolio que alcanza los  10–12 m de altura y su tronco 12-14 cm de diámetro. Las hojas son alternas, simples de  8–13 cm de longitud y 3.5–4.8 cm de ancho, oblongo-lanceoladas con los márgenes serrados, ápice acuminado y con un peciolo de 4–7 mm. Las inflorescencias de 5-6 flores tienen 4-6 cm de longitud de color grisáceo y con pedúnculos de 1.4-2 cm de longitud. Los frutos son largos elipsoides de 4.2-7-5 cm de longitud por .8-1.1 cm de ancho con una sola semilla.

## Taxonomía
Sinojackia dolichocarpa fue descrita por Cheng Jing Qi y publicado en Acta Phytotaxonomica Sinica 19(4): 526–528, pl. 1, en el año 1981.